# Vuoskujärvi (Karesuando socken, Lappland)
Vuoskujärvi är en sjö i Kiruna kommun i Lappland och ingår i Torneälvens huvudavrinningsområde. Sjön har en area på 0,113 kvadratkilometer och ligger 410,1 meter över havet.

## Delavrinningsområde
Vuoskujärvi ingår i det delavrinningsområde (763050-173575) som SMHI kallar för Utloppet av Naimakkajärvi. Medelhöjden är 528 meter över havet och ytan är 32,33 kvadratkilometer. Räknas de 91 avrinningsområdena uppströms in blir den ackumulerade arean 1 792,31 kvadratkilometer. Muonioälven (Njärrejåkkå) som avvattnar avrinningsområdet har biflödesordning 2, vilket innebär att vattnet flödar genom totalt 2 vattendrag innan det når havet efter 479 kilometer. Avrinningsområdet består mestadels av skog (42 procent) och kalfjäll (37 procent). Avrinningsområdet har 4,99 kvadratkilometer vattenytor vilket ger det en sjöprocent på 15,4 procent.